# Elmar Borrmann
Elmar Borrmann, född den 18 januari 1957 i Stuttgart, Tyskland, är en tysk fäktare som tog OS-guld i herrarnas lagtävling i värja i samband med de olympiska fäktningstävlingarna 1992 i Barcelona.